# Tettigonia occipitula
Tettigonia occipitula är en insektsart som först beskrevs av Henry Fairfield Osborn 1926.  Tettigonia occipitula ingår i släktet Tettigonia och familjen dvärgstritar. Inga underarter finns listade i Catalogue of Life.